# Thomas Paulay
Thomas Paulay (* 26. Mai 1923 in Sopron; † 28. Juni 2009 in Christchurch) war ein ungarisch-neuseeländischer Bauingenieur.

## Biografie
Paulay war Kavallerieoffizier in der ungarischen Armee im Zweiten Weltkrieg und wurde mehrfach verwundet. Er studierte ursprünglich ab 1946 Chemieingenieurwesen in Budapest, floh aber als seine Verhaftung durch die kommunistische Verwaltung drohte nach Deutschland, wo er drei Jahre für eine Hilfsorganisation arbeitete, aber seine Studien nicht fortsetzen konnte. 1951 kam er nach Neuseeland, wo er in Wellington und an der University of Canterbury Bauingenieurwesen studierte und dann acht Jahre als beratender Ingenieur in Wellington arbeitete. Er lehrte ab 1961 an der University of Canterbury in Christchurch und erhielt 1975 einen Lehrstuhl. 1989 wurde er emeritiert, setzte seine Forschung aber noch rund fünfzehn Jahre fort.
Paulay ist bekannt für seine Forschung zu Erdbeben-sicherem Bauen. Mit Robert Park baute er moderne Testlaboratorien für die Untersuchung des Erdbebenverhaltens von Bauwerken auf.
1986 wurde er OBE. 2008 erhielt er den International Award of Merit in Structural Engineering.
1957 wurde er neuseeländischer Staatsbürger.

## Schriften
- mit Hugo Bachmann:  Kapazitätsbemessung von Stahlbetontragwänden unter Erdbebeneinwirkung, Bericht Inst. Baustatik und Konstruktion, ETH Zürich, Birkhäuser 1990
- mit Hugo Bachmann, Konrad Moser: Erdbebenbemessung von Stahlbetonhochbauten, Birkhäuser 1990
- mit M. J. N. Priestley: Seismic design of reinforced concrete and masonry buildings, Wiley 1992
- Simplicity and confidence in seismic design, Wiley 1993 (Mallett-Milne Lecture)
- mit Robert Park: Reinforced concrete structures, Wiley 1975